# Brod
 Ovo je glavno značenje pojma Brod. Za druga značenja pogledajte Brod (razdvojba).
Brod je plovno sredstvo sposobno za kretanje po moru, rijekama i jezerima koje služi najčešće za prijevoz robe i putnika. Brodom se smatraju samo veći plovni objekti, dok se manji nazivaju čamci i brodice. Za razliku od splava, brod, kao i čamac, ima koritast oblik koji mu daje uzgon potreban kako bi plutao na vodi.
Općenito ga se može definirati kao plovno sredstvo sposobno za kretanje po moru, rijekama i jezerima koje služi za prijevoz robe, putnika ili za neke druge namjene. Samo veće plovne objekte naziva se brodom, a manje se naziva brodicama.

Prema Pomorskom zakoniku brod, osim ratnog broda, jest plovni objekt namijenjen za plovidbu morem, čija je duljina trupa veća od 15 m, ili je ovlašten prevoziti više od 12 putnika.

## Povijest

### Prapovijest
Prvo plovilo je najvjerojatnije bilo deblo jednog slučajno oborenog stabla, a pogonilo se veslanjem, ljudskim dlanovima.  Zatim se, nakon dosta godina došlo na ideju da je ugodnije pri plovidbi biti suh, a ne mokar, pa se došlo na ideju spajanja nekoliko debala u splav, a dlanovi su zamijenjeni veslima. Splav je bio težak za izvlačenje i neprikladan za upravljanje, pa se došlo na ideju dubljenja debelog debla, te se tako dobio prostor za sigurnu plovidbu i za smještaj tereta, uz istu silu koja ga održava na površini. Ova sila tj. uzgon otkriven je tek kasnije, ali su i praljudi spoznali da postoji veza između volumena izdubljenog debla i sile koja ga drži na površini da ne potone.
Arheološki dokazi pokazuju da ljudi stigli na Novu Gvineju prije najmanje 60.000 godina, vjerojatno uz more iz jugoistočne Azije tijekom ledenog doba u periodu kada more je niže i udaljenosti između otoka manje. 
Prvi poznati brodovi potječu iz neolita, prije oko 10.000 godina. Ova rana plovila su imala ograničenja. Korišteni uglavnom za lov i ribolov. Najstariji kanui koje su pronašli arheolozi su često izrezivani iz crnogoričnih stabala pomoću jednostavnih kamenih alata.

### Antika
Dokazi iz drevnog Egipta pokazuju da su rani Egipćani znali od dasaka drva napraviti brodski trup još 3000 g. prije Krista. Gradili su ih od drvenih dasaka koje su bile međusobno "ušivene". Brodovi drevnog egipta u 2. tisućljeću prije krista bili su najčešće dužine 25 metara,  i imali su jedan jarbol koji si ponekad sastojao od dvije daske međusobno zavezane tako da izgledaju u obliku slova "A". Imali su jedno kvadratno jedro, a bili su pogonjeni i veslima.
Prije oko 3800 godina, postojale spoznaja o gradnji broda približno današnje konfiguracije tj. odnosa glavnih izmjera:  duljina/širina=6 i duljina/visina=10, što se vidi iz Božje zapovjedi Noi:
I reče Bog Noi: „Napravi sebi korablju od smolastog drveta; korablju načini s prijekletima i obloži je iznutra i izvani paklinom. A pravit ćeš je ovako: neka korablja bude trista lakata u duljinu, pedeset lakata u širinu, a trideset lakata u visinu. Na korablji načini otvor za svjetlo, završi ga jedan lakat od vrha. Vrata na korablji načini sa strane;  neka ima donji, srednji i gornji kat...“.  [Biblija, Knjiga postanka].
Iznimno važna činjenica da je prije, otprilike, 3800 godina postojala spoznaja o gradnji broda približno današnje konfiguracije koji su i dan-danas ideal nekih pomorskih i prekooceanskih brodova.
Grci su postupno savladali navigaciju na moru istražujući mediteran putem broda. 
Oko 340 g. prije Krista, grčki moreplovac Pytheas brodom je prešao put od Grčke sve do Velike Britanije. Prije uvođenja kompasa, navigacija prema zvijezdama je bila glavni način za navigaciju na moru. U Kini su napravljeni prvi magnetski kompasi koji korišteni za navigaciju između 1040 i 1117 godine.  Prvi pisani trag o upotrebi kompasa na Europskim brodovima nalazi se u francuskoj satiri La Bible de Guyot de Provins iz sredine XII stoljeća. U XIV st. pojavljuje se suhi kompas s nalijepljenom ružom kompasa (vjetruljom) ispod igle kakav se u nešto moderniziranijem obliku upotrebljava i danas

### Brodovi na području današnje Hrvatske
Na području današnje Hrvatske, prvi nacrt broda pronađen u Grapčevoj špilji na otoku Hvaru star oko 4700 godina. U VII stoljeću prije Krista, dobre brodove zvane SERILIA LIBURNICA gradili suLiburni, koji su živjeli od područja rijeke Krke u Dalmaciji pa sve do Raše u Istri.  Ostaci potonulog broda u blizini otoka Mljeta iz I st. Poslije Krista svjedoče o trgovačkom putovanju iz Grčke i Južne Italije. Ostaci tog broda govore o gradnji brodova, duljine oko 20 m i nosivosti oko 100 t.Prvi hrvatski brod potječe iz 11 stoljeća, sačuvan je u gradu Ninu blizu Zadra, a zove se CONDURA CROATICA i bio je izvanrednih plovnih sposobnosti (izdužen + 1 latinskog oblika jedro + kormilo)
Dolaskom Hrvata u VII stoljeću na obale Jadranskog mora plovidba i brodogradnja postaju profesionalnim zanimanjem. Nešto kasnije grade se brodovi s 2 – 3 jarbola, koji su se s malim preinakama lako i brzo pretvarali u ratne brodove. Tek u XII stoljeću su brodovi dobili kormilo na krmi u svrhu lakšeg upravljanja. Već su tada postojale različite forme za različite namjene, ali se najdulje zadržala forma uskog, niskog i dugog broda na vesla, s dodatkom jedra, preuzetog od Liburna, od IX sve do XVI stoljeća. Tek tada se forma broda mijenja i prelazi u široku, oblu i visoku, s više jarbola i jedara, koju je zahtijevala oceanska plovidba. 
U XV i XVI stoljeću veliki napredak u brodogradnji na ovim prostorima bilježi Dubrovačka republika gradnjom brodova trgovačke mornarice, za plovidbu na širem prostoru Mediterana te Dalekog istoka. 
U XVI i XVII stoljeću, iz razloga ratova (Venecija, Turci) usporen je rast gospodarstva. Brodogradnja na ovim prostorima i dalje su bili glavni sadržaj života i rada. U tom periodu Hrvati su razvili kvalitetnu mornaricu ( Senjski uskoci i Neretvanski gusari ) i bili su najbolji borci na moru. 
Galija je bila jedan od najzanimljivijih brodova u Srednjem vijeku na obalama Sredozemlja,  pokretana je veslima i jedrima, a duljina joj je dosezala i do 50 m. Vesla su se kod takvih postavljala i do tri reda, a na svakom veslu je bilo i do 5 veslača. Od njezine prvobitne forme razvila se kasnije, u XIX stoljeću, forma manjeg broda, nazvana Gajeta i Leut.
Početkom XVIII stoljeća, na ovim prostorima nastupa mir, a Austrougarska monarhija potiče gospodarstvo, a u XIX stoljeću ponovo oživljava brodogradnja (Lošinj, Cres, Silba, Korčula, Pelješac, Dubrovnik, Boka kotorska). Grade se veliki jedrenjaci, koji su dugo godina bili konkurencija željeznim parnim brodovima.

## Dijelovi broda
Svaki brod se sastoji od više međusobno spojenih dijelova koji čine cjelinu.
Prateći sliku mogu se izdvojiti sljedeći dijelovi broda:
- pramac (na slici oznaka 1) - prednji dio broda
- bulb pramac (na slici oznaka 2) - nalazi se ispod pramca na vodenoj liniji broda a služi za stvaranje manjeg otpora valova koje pri kretanju broda uzrokuju pramac, krma i bulb
- trup broda (na slici oznaka 4) - čini ga skelet (rešetkasta konstrukcija sastavljena od odgovarajučih nosača i profila što ovisi o vrsti broda) i oplata (oplata je s vanjske i unutarnje strane učvršena na odgovarajući način u ovisnosto od vrste broda na skelet). Unutrašnjost brodskog trupa podijeljena je po visini na palube, a po dužini na poprečne pregrade, a njihova je uloga da podijele brod na potrebne površine, povećaju krutost i čvrstoću broda i u slučaju prodora vode u brod spriječe poplavljivanje cijelog broda i njegovo potonuće.
- brodski vijak (na slici oznaka 5)- s pogonskim postrojenjem pogoni brod pri kretanju (iza vijka nazire se kormilo broda)
- krma (na slici oznaka 6) - stražnji dio broda ispod kojeg je smješten pogonski dio broda
- paluba (na slici oznaka 9)
- Nadgradnja broda (na slici oznaka 8) - je sve ono što se na brodu nalazi iznad palube. Ako se nadgradnja pruža od jedne do druge bočne strane broda naziva se nadgrađe a ako je uže onda se naziva palubna kućica.

U pravilu na najvišem nadgrađu se nalazi brodski komadni most s komandnim uređajima za upravljanje brodom. Nadgrađe pridonosi povećanju čvrstoće broda.
- ugradnja - svi dijelovi na i u brodu koji ne doprinose povećanju čvrstoće broda (unutarnje obloge, stropovi, podovi, čvrsto ugrađeni namještaj...)
- pogonski dio - svi dijelovi koji omogućavaju brodu kretanje (npr. kod motornog broda tu spada motor, vod vratila i brodski vijak)
- pomoćni uređaji - svi oni uređaji strojevi i instalacije koji za pomoćne djelatnosti strojarnice i palube (agregati za električnu struju, razne pumpe, pogon sidra, kormilarnica, vodovodne, električne instalacije isl.)
- pokretna oprema - navigacijska oprema, sigurnosna oprema, strojarska oprema...

## Osnovne značajke i dimenzije broda
U osnovne značajke broda spadaju:
- vlastita masa -  izražava se u tonama
- istisnina ili deplasman - izražava se u tonama
- nosivost -  izražava se u tonama
- prostornost - izražava se u m3, a može se izraziti i u registarskim tonama

U osnovne dimenzije broda spadaju:
- dužina broda
  - dužina preko svega - dužina mjerena između dviju krajnih nepokretnih točaka broda
  - dužina na konstrukcijskoj vodenoj crti (liniji)
  - dužina na konstrukcijskoj vodenoj crti pri najmanjem gazu
- širina broda
  - širina preko svega - širina mjerena između dviju krajnjih nepokretnih točaka na bokovima broda
  - širina na konstrukcijskoj vodenoj crti
  - širina na konstrukcijskoj vodenoj crti pri najmanjem gazu
- visina broda
  - najveća visina - visina mjerena između donjeg dijela kobilice i najviše nepokretne točke na brodu (vrh dimljaka, jarbola, komandnog mosta)
  - konstrukcijska visina - visina mjerena od gornjeg ruba kobilice do donjeg ruba oplate mjereno na glavnom rebru broda
- gaz broda
  - najveći gaz - mjeri se od najnižeg dijela brodskog trupa do konstrukcijske vodene crte na mjestu gdje je brod najviše uronjen
  - gaz na pramcu
  - gaz na krmi
  - najmanji konstrukcijski gaz
  - najveći konstrukcijski gaz
- nadvođe broda - mjeri se od konstrukcijske vodene linije do ruba oplate palube mjereno na glavnom rebru

## Podjela brodova
Brodovi se mogu podijeliti na više načina, a najčešće od njih su podjela prema namjeni broda, prema području plovidbe, prema materijalu od kojeg su izgrađeni i prema vrsti pogona.
Podjela brodova prema namjeni
Prema namjeni brodovi se dijele na:
- trgovačke brodove - namijnjeni za prijevoz putnika i robe
  - teretni brodovi - namijenjeni prijevozu isključivo raznih vrsta tereta
  - putnički brodovi - namijenjeni prijevozu putnika (mogu biti izletnički ili linijski brodovi)
  - putničko-teretne brodove
- ratne brodove - namijenjeni su za pomorsko ratovanje i pomorske operacije
  - glavni ratni brodovi - nosači zrakoplova, krstarice, razarači, podmornice, minopolagači, minolovci, torpedni čamci, ophodni brodovi, desantni brodovi...
  - pomoćni ratni brodovi - brodovi tankeri, matični brodovi, brodovi radionice, prateći brodovi...
- specijalni brodovi - namijenjeni za posebne poslove i zadatke - ribarski brodovi, tegljači, ledolomci, trajekti, jahte, jedrilice, brodovi-svjetionici, brodovi za polaganje kabela, brodovi-dizalice (vidi "Veli Jože")

Podjela brodova prema području plovidbe>
Prema području plovidbe brodove možemo podijeliti na, prema hrvatskom Pomorskom zakoniku:
- brodove za plovidbu morem
  - brodove male obalne plovidbe
  - brodove velike obalne plovidbe
  - brodove duge plovidbe
  - brodove obalne plovidbe Jadranskim morem
  - brodove nacionalne plovidbe
  - brodove nacionalne obalne plovidbe
  - brodove nacionalne priobalne plovidbe
  - brodove lokalne plovidbe
  - brodove neograničene plovidbe
- brodovi za plovidbu unutarnjim vodama 
  - riječne brodove
  - jezerske brodove
  - kanalske brodove

Podjela brodova prema materijalu od kojeg su izgrađeni
Prema materijalu od kojeg su izgrađeni brodove možemo podijeliti na:
- drvene brodove
- čelične brodove
- kompozitne brodove
- betonske brodove
- brodove od aluminija i njegovih legura
- brodove od plastičnih masa.

Podjela brodova prema vrsti pogona
Prema vrsti pogona brodove možemo podijeliti na:
- jedrenjake - za pogon koriste vjetar koji djeluje na jedra
- parobrode - za pogon koriste parni stapni stroj
- motorne brodove - brodovi s Dieselovim motorom i brodovi s parnim ili plinskim turbinama
- brodove na električni pogon - za pogon koriste elektromotore koji se napajaju iz akumulatora, (npr. podmornice)
- brodove na dizelsko-električni pogon - sami pogon je elektromotor koji dobiva električnu energiju od generatora pogonjenog Dieselovim motorom
- brodove na alternativne pogone

Povijesno su značajni i brodovi (prvenstveno ratni) na vesla.
Osim toga, postoje i brodovi s kombiniranim pogonom, na pr. klasična podmornica ima za vožnju po površini Dieselov motor, u zaronjenom stanju koristi elektromotore; česte su i kombinacije jedra i Dieselova motora.

## Posada broda
Sastav posade broda ovisi o vrsti broda tj. nije ista posada trgovačkog teretnog broda, trgovačkog putničkog broda i ratnog broda. Zapovjednik broda nije član posade broda, on je predstavnik kompanije. Tipičnu posadu trgovačkog teretnog broda čine: prvi časnik palube, upravitelj stroja (inženjer broda), komesar broda, 2 časnika palube, 3 časnika stroja, električara, mehaničara, vođe palube, 2-6 kormilara, 0-2 mornara, kuhari i konobari. Najveća je odgovornost na zapovjedniku broda koji je osim za rukovođenje brodom prvenstveno odgovoran za poslove navigacije. Zapovjedniku broda su neposredno potčinjeni: upravitelj stroja, prvi časnik palube i komesar broda. Prvi po rangu nakon zapovjednika broda je prvi časnik palube koji je također odgovoran za navigaciju, poslove komunikacije i održavanje palube. Do 1. veljače 1999. godine poslove komunikacije je obavljao radiotelegrafist, a od tada poslove komunikacije obavljaju časnici palube. Prvom časniku palube su potčinjeni: drugi i treći časnik palube, eventualno jedan časnik pripravnik (kadet), vođa palube, kormilari i mornari. Uprvitelju stroja (inženjeru broda) su potčinjeni: prvi časnik stroja, vođa stroja, mehaničari i električari. U većim brodovima u posadi stroja su također drugi i treći časnik stroja, eventualno inženjer pripravnik te mazači, čistači itd. Komesar broda je odgovoran za rada kuhara i konobara(sobara).

## Vanjske poveznice
- Brod Hrvatska tehnička enciklopedija, portal hrvatske tehničke baštine. LZMK

- Brodovi na vesla i jedra Hrvatska tehnička enciklopedija, portal hrvatske tehničke baštine. LZMK

- Brod posebne namjene Hrvatska tehnička enciklopedija, portal hrvatske tehničke baštine. LZMK

- Brodica za spašavanje Hrvatska tehnička enciklopedija, portal hrvatske tehničke baštine. LZMK

- Gradnja broda Hrvatska tehnička enciklopedija, portal hrvatske tehničke baštine. LZMK

- Brodska oprema Hrvatska tehnička enciklopedija, portal hrvatske tehničke baštine. LZMK

- Istraživački brod Hrvatska tehnička enciklopedija, portal hrvatske tehničke baštine. LZMK

- Brodski pogon Hrvatska tehnička enciklopedija, portal hrvatske tehničke baštine. LZMK

- Brodski vijak Hrvatska tehnička enciklopedija, portal hrvatske tehničke baštine. LZMK

- Čvrstoća broda Hrvatska tehnička enciklopedija, portal hrvatske tehničke baštine. LZMK

- Konstrukcija broda Hrvatska tehnička enciklopedija, portal hrvatske tehničke baštine. LZMK

- Osnivanje broda Hrvatska tehnička enciklopedija, portal hrvatske tehničke baštine. LZMK

- Ribarski brod Hrvatska tehnička enciklopedija, portal hrvatske tehničke baštine. LZMK

- Upravljivost broda Hrvatska tehnička enciklopedija, portal hrvatske tehničke baštine. LZMK

- Krma broda
- Nosač zrakoplova
- Ledolomac
- Jedrenjak
- Tanker
- Bulb pramac
- Brod ukrcava naftnu platformu
- Putnički brod za kružna putovanja